# Golęcin
Golęcin (niem. Golnau) – część Poznania w obrębie osiedla samorządowego Sołacz przyłączona do miasta 1 kwietnia 1933 roku rozporządzeniem Rady Ministrów.

## Charakter

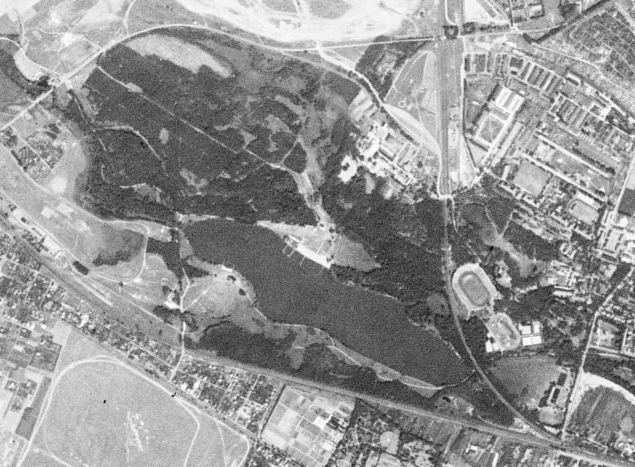
Tereny Jeżyc, Golęcina i Strzeszyna sfotografowane przez amerykańskiego satelitę wywiadowczego KH-4A 1023, 23 sierpnia 1965 r.

Golęcin to teren pomiędzy ulicami Niestachowską (Trasa Niestachowska), Witosa, doliną Wierzbaka, ulicą Lutycką i lasami golęcińskiego klina zieleni (na tym ostatnim odcinku trudno jest wskazać jednoznaczną granicę z Wolą i Ogrodami). Na terenie Golęcina znajdowały się przed II wojną światową koszary 7 Pułku Artylerii Ciężkiej, z kolei po II wojnie światowej Wyższa Oficerska Szkoła Wojsk Pancernych, a obecnie Centrum Szkolenia Wojsk Lądowych im. Hetmana Polnego Koronnego Stefana Czarnieckiego
Oprócz lasów zabudowę dzielnicy stanowią przede wszystkim obiekty uczelniane – rolnicze i wojskowe (patrz część: Istotne obiekty). Teren ten stanowi jedno z najważniejszych miejsc wypoczynku letniego i weekendowego mieszkańców Poznania (związane z jeziorem Rusałka i lasami komunalnymi).
Na Golęcinie swój początek ma szlak  szlak turystyczny Golęcin - Krzyżowniki

## Istotne obiekty

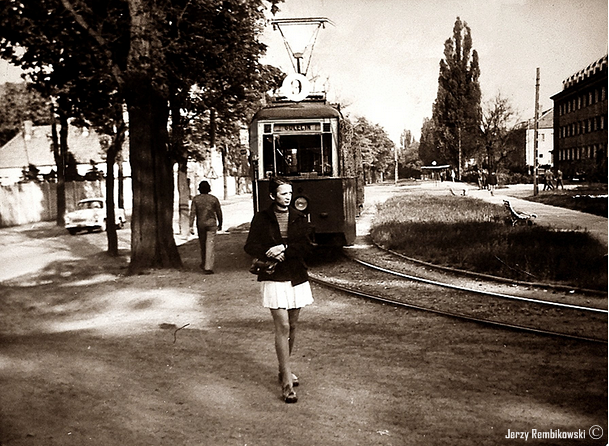
Nieistniejąca pętla tramwajowa linii nr 9 na Golęcinie, lata 1972-1973 (Zobacz też: Tramwaje w Poznaniu)

Na terenie Golęcina znajdują się następujące istotne obiekty i instytucje:
- jezioro Rusałka
- Lasek Golęciński
- Strumień Golęciński
- obiekty sportowe Olimpii Poznań: stadion piłkarsko – żużlowy i lekkoatletyczny, oraz korty tenisowe
- Centrum Szkolenia Wojsk Lądowych im. Hetmana Polnego Koronnego Stefana Czarnieckiego
- Uniwersytet Przyrodniczy w Poznaniu wraz z Ogrodem Dendrologicznym
- Zespół Szkół Technicznych im. Michała Drzymały
- Fort VIa Twierdzy Poznań
- pomnik Józefa Rivolego w Poznaniu
- pomnik ofiar Fortu VII nad Rusałką w Poznaniu (południowy brzeg)
- grupa drzew zabytkowych przy ul. Golęcińskiej

W lipcu 1945 Zarząd Miasta podjął decyzję o budowie na Golęcinie cmentarza komunalnego o powierzchni 92 hektarów. Do realizacji tego planu nigdy nie doszło, podobnie jak do przeniesienia na te tereny starego ogrodu zoologicznego po zniszczeniach wojennych (z braku kredytu pozostawiono go w dotychczasowym miejscu).

## Toponimia
Teren Golęcina pokrywają w znakomitej większości lasy. Nazwy niewielu ulic, które znajdują się w tym rejonie nie tworzą żadnej jednolitej grupy toponimicznej: Wojska Polskiego, Dojazd, Warmińska (ulica z grupy toponimicznej charakterystycznej dla Sołacza, czyli krainy geograficzne Polski), Golęcińska, Podolańska (prowadząca do Podolan).

## Komunikacja
Golęcin obsługiwany jest przez linie autobusowe MPK Poznań: 160, 164, 170 i 195. Od lat 20. XX w. do 1974 do Golęcina dojeżdżały tramwaje linii 9. Pętla znajdowała się przy Centrum Szkolenia Wojsk Lądowych. Po likwidacji linii tramwajowej pętla służyła do początku XXI wieku autobusowej linii nr 64, aż do czasu jej wydłużenia na Osiedle Literackie. Obecnie nie jest wykorzystywana. Przez Golęcin przebiega (bez przystanku) linia kolejowa z Poznania do Piły.
Z Golęcina pochodziła większość ofiar katastrofy kolejowej na Jeżycach w 1933.

## Galeria zdjęć

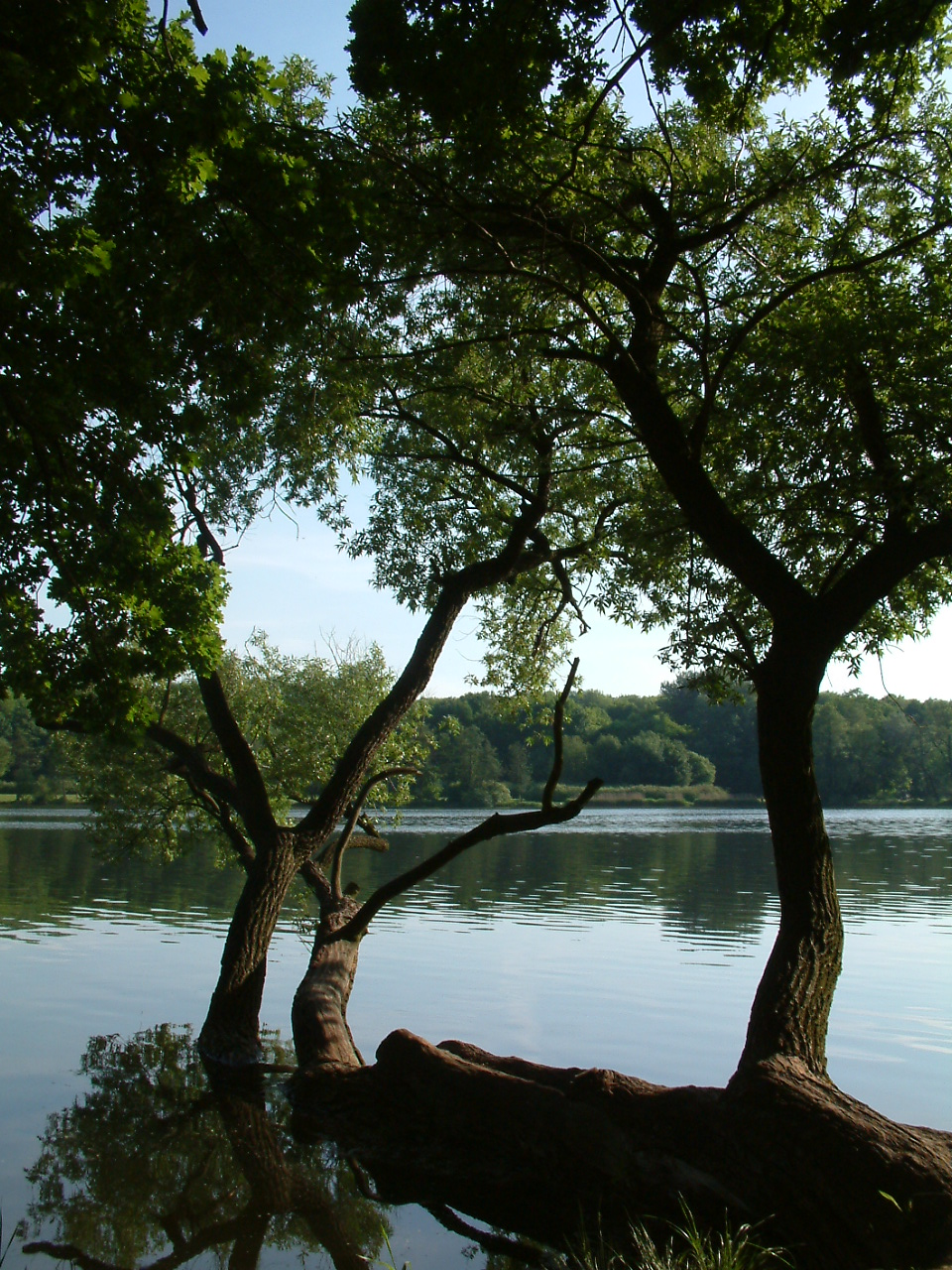
Jezioro Rusałka
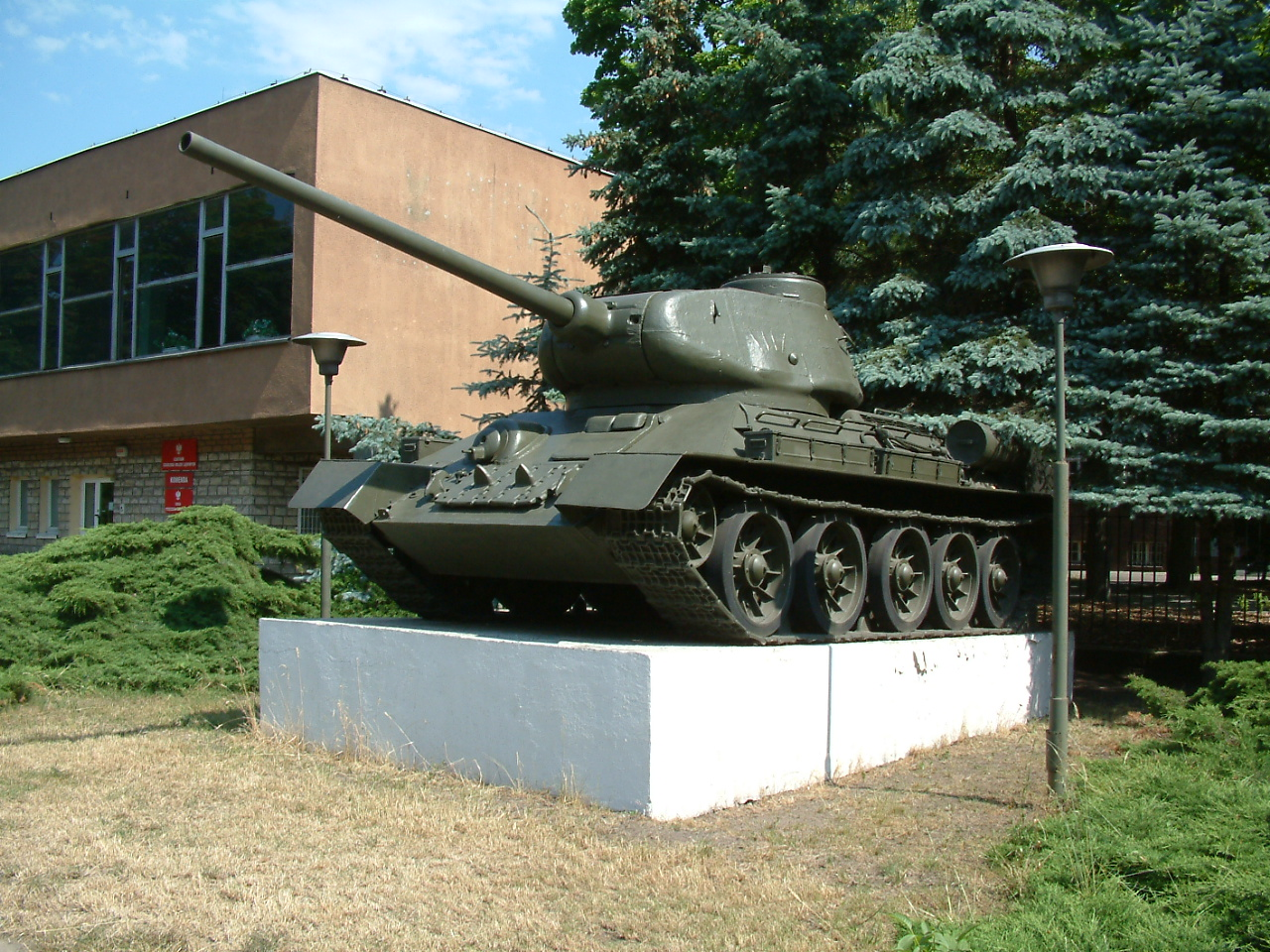
T-34/85 przed CSWL